# Platnickina qionghaiensis
Platnickina qionghaiensis là một loài nhện trong họ Theridiidae.
Loài này thuộc chi Platnickina. Platnickina qionghaiensis được Chuandian Zhu miêu tả năm 1998.